# 삼출

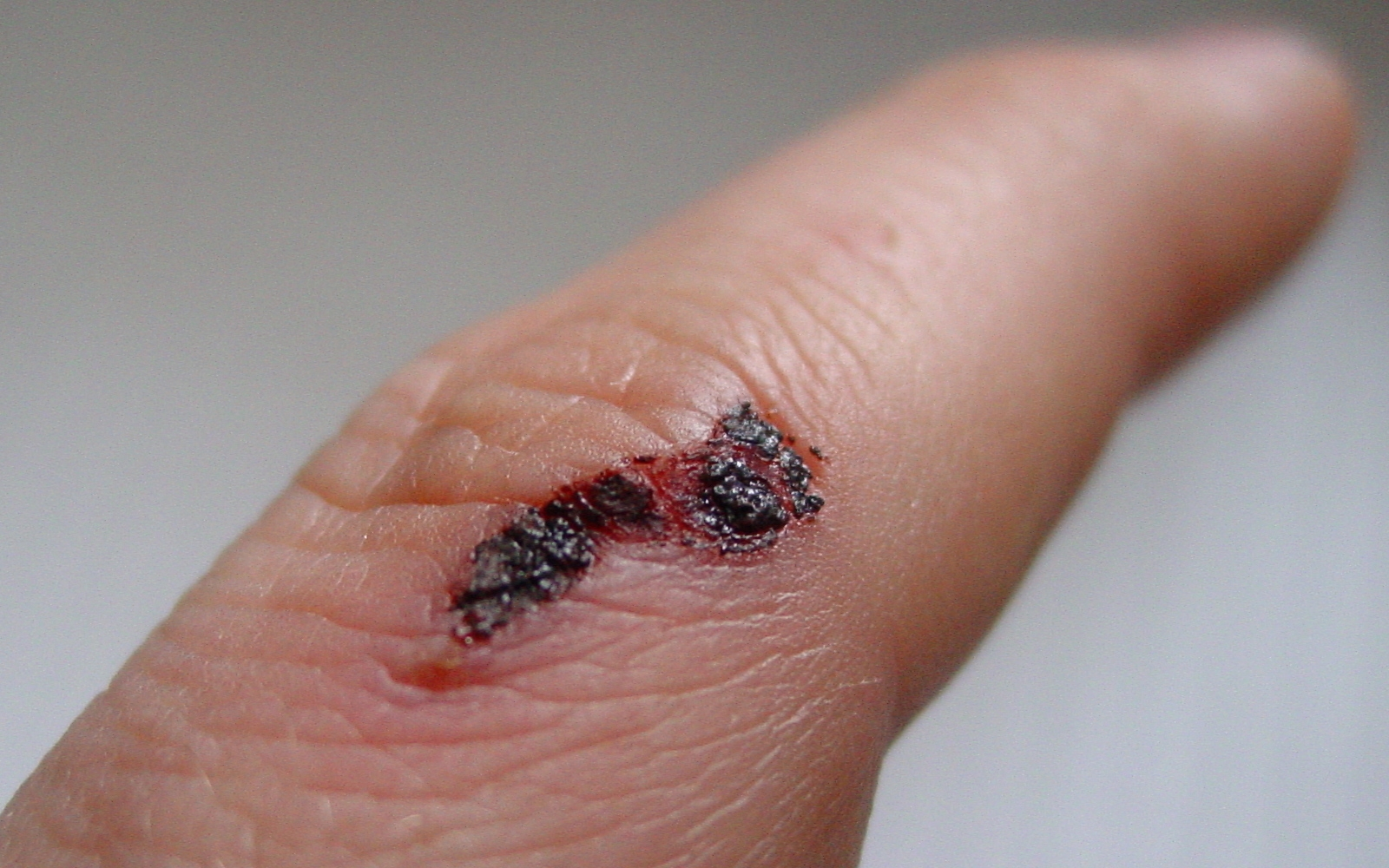

삼출(exudate, exuding, exudation)은 상처 구멍을 통해 발산된 혈액이다. 삼출의 영어 용어 exudate는 "흐르다"를 의미하는 exude에서 기원하며, 이는 "땀을 흐르게 하다"를 뜻하는 라틴어 exsūdāre에서 기원한다.
삼출은 순환계통으로부터 병변 또는 염증 자리로 걸러지는 모든 유형의 유체이다.

## 같이 보기
- 일액현상
- 흉수